# Hexurellidae
Hexurellidae Hedin & Bond, 2019 è una famiglia di ragni appartenente all'infraordine Mygalomorphae.

## Distribuzione
Le quattro specie note di questo genere sono state rinvenute negli Stati Uniti (Arizona e California) e in Messico (parte settentrionale della Bassa California).

## Tassonomia
Attualmente, a dicembre 2020, la famiglia consta di un solo genere e di quattro specie:
- Hexurella Gertsch & Platnick, 1979

- Hexurella apachea Gertsch & Platnick, 1979 — USA (Arizona)
- Hexurella encina Gertsch & Platnick, 1979 — Messico
- Hexurella pinea Gertsch & Platnick, 1979 — USA (Arizona)
- Hexurella rupicola Gertsch & Platnick, 1979 — USA (California)